# Dicranomyia (Dicranomyia) eulaliae
Dicranomyia (Dicranomyia) eulaliae is een tweevleugelige uit de familie steltmuggen (Limoniidae). De soort komt voor in het Palearctisch gebied.